# Roger I. (Sizilien)
Roger I. (* 1031; † 22. Juni 1101 in Mileto, Kalabrien) war Herrscher von Sizilien und jüngster Sohn Tankreds von Hauteville. 

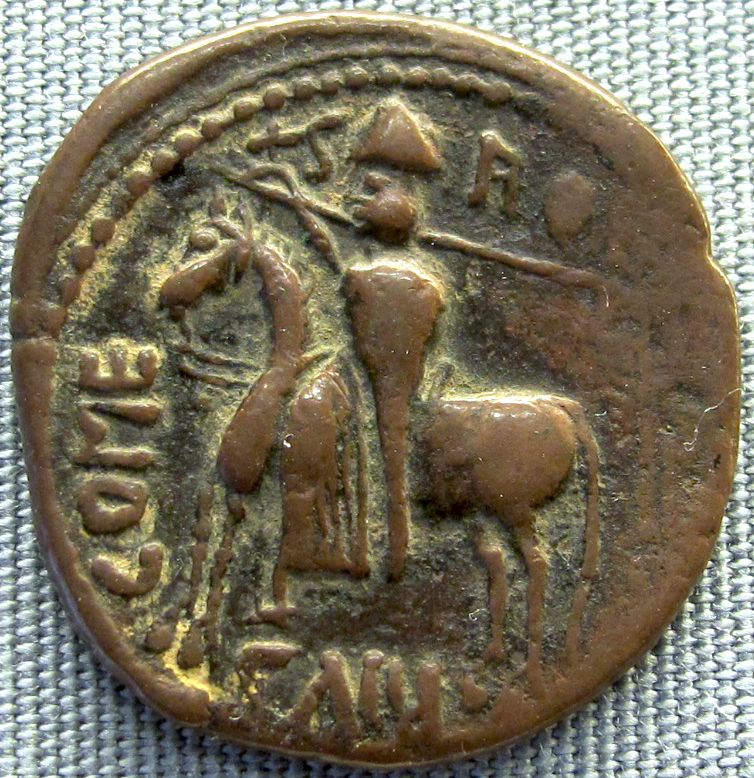
Roger auf einem in Mileto geprägten Trifollaris

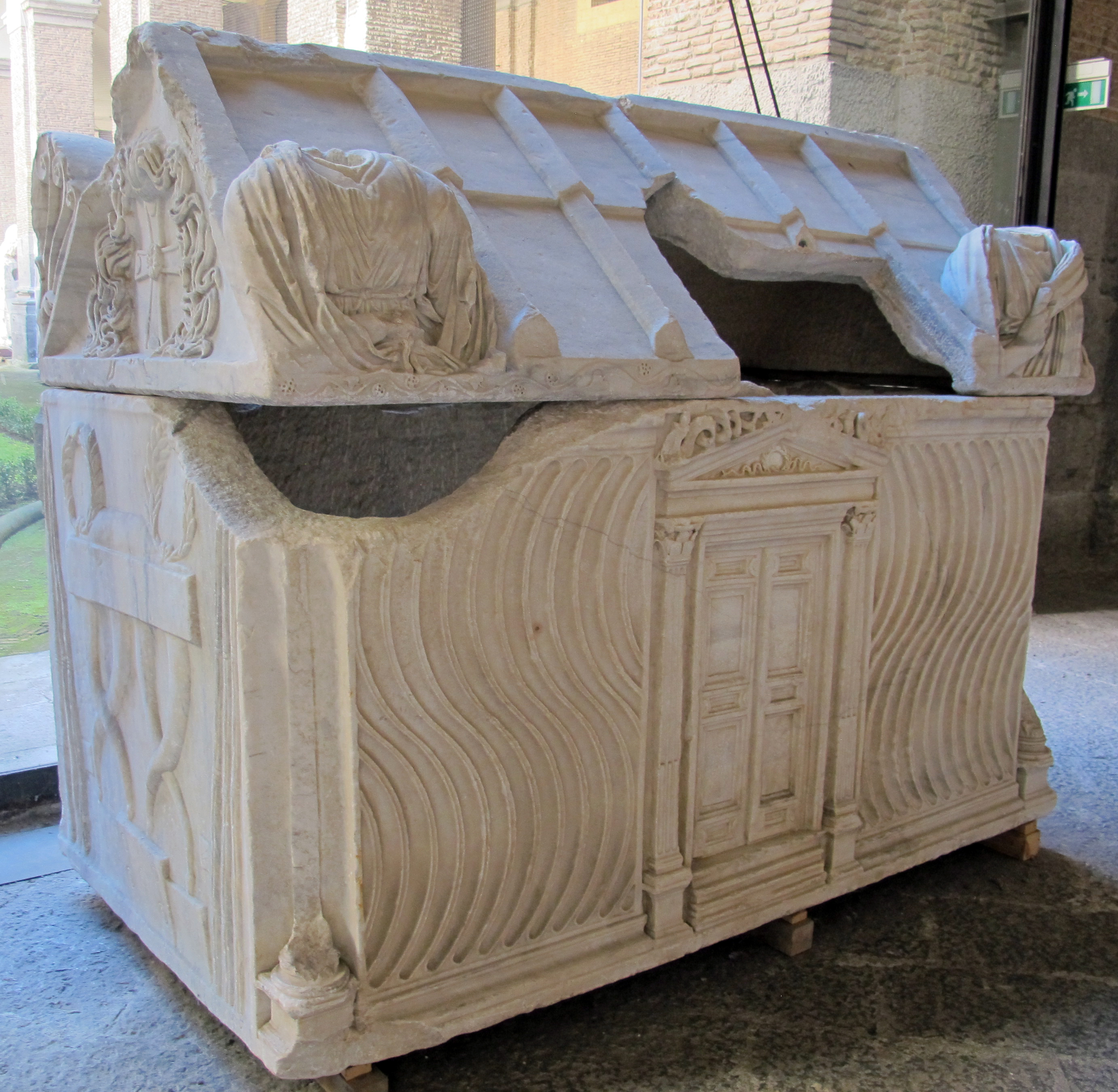
Römischer Sarkophag, der für die Beisetzung Rogers I. in der Kathedrale von Mileto benutzt wurde; heute im Museo Archeologico Nazionale von Neapel

## Leben
Gaufredus Malaterra, der Robert Guiskard und seinen Bruder Roger mit Joseph und Benjamin vergleicht, sagt über Roger: „Er war ein junger Mann von größter Schönheit, hoher Statur, anmutiger Gestalt, äußerst redegewandt und gelassen in der Beratung. Er war weitsichtig in allen seinem Handlungen, freundlich und fröhlich mit all seinen Männern, stark und mutig, und wild in der Schlacht.“ Er teilte sich mit Robert Guiskard die Eroberung Kalabriens, und in einem Vertrag von 1062 richteten die Brüder eine Art „Kondominium“ ein, indem sie jedem die Hälfte von jeder Burg und jeder Stadt in Kalabrien zusprachen.

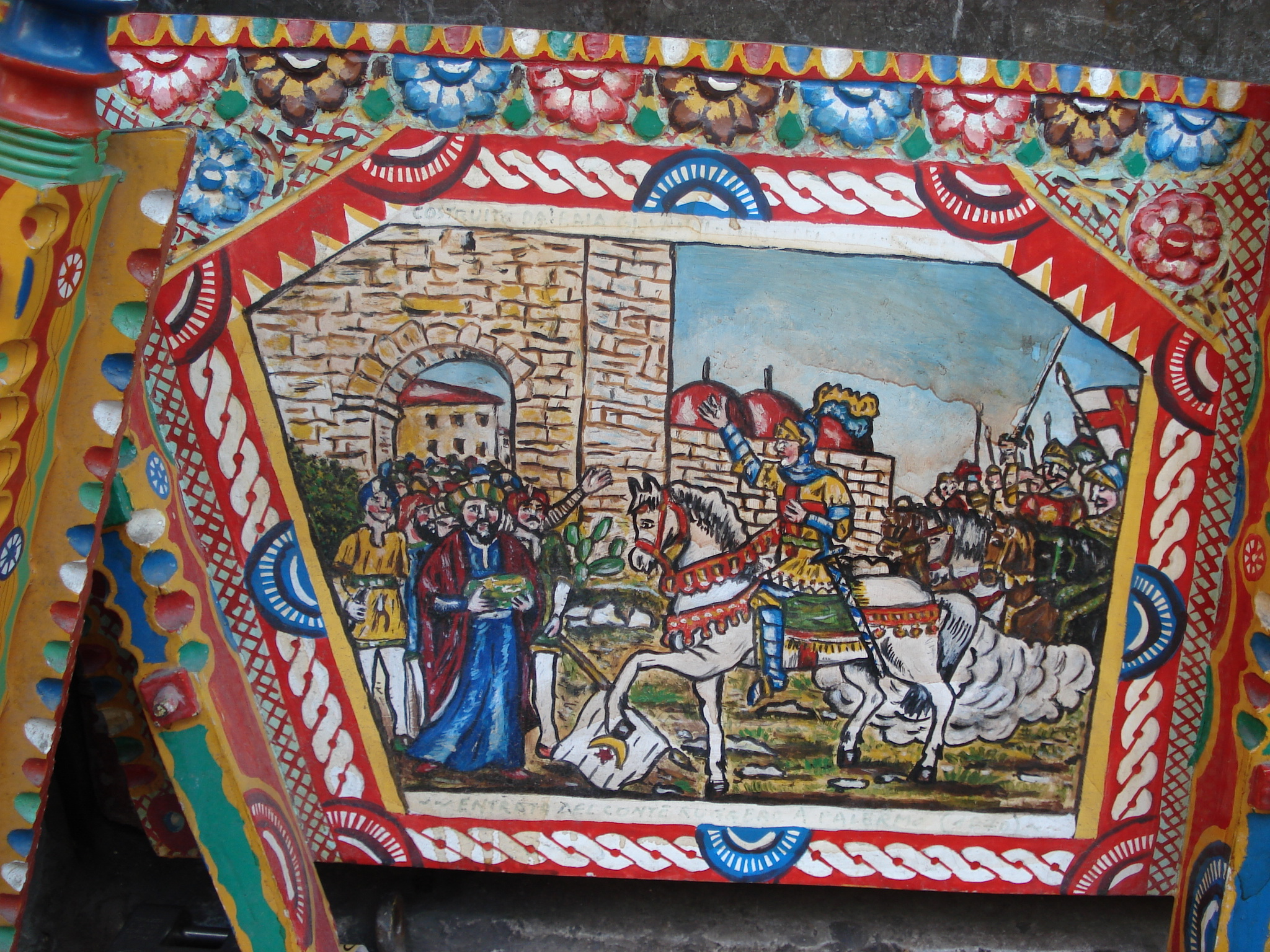
Einzug Rogers in Palermo auf einem Carretto. Themen der normannischen Eroberung werden in der sizilianischen Volkskultur des 19. und 20. Jahrhunderts häufig behandelt.

Robert wandte Rogers Aufmerksamkeit und Tatendrang auf Sizilien, das neben den Muslimen viele griechische Christen bewohnten, die arabischen Fürsten unterstanden, die wiederum vom Sultan von Tunis abhängig waren. Im Mai 1061 griffen die Brüder von Reggio Calabria aus Messina an und eroberten die Stadt. Nachdem Palermo im Januar 1072 gefallen war, machte Robert Guiskard als Souverän seinen Bruder zum Grafen von Sizilien, behielt aber Palermo, halb Messina und den nordöstlichen Teil, das Val Demone, für sich. Erst 1085 war Roger in der Lage, den systematischen Kampf gegen die muslimischen Herrscher aufzunehmen. Residenz und Hauptstützpunkt auf der Insel war Troina, in dem zeitgleich mit der Ernennung eines Bischofs in Mileto das erste lateinische Bistum in Sizilien errichtet wurde.
Im März 1086 unterwarf sich Syrakus, 1090 Malta und als im Februar 1091 Noto aufgab, war die Eroberung vollständig. Viel von Robert Guiskards Erfolg war Rogers Unterstützung zu verdanken, umgekehrt unterstützte letzterer den Herzog Roger Borsa, seinen Neffen, gegen Bohemund von Tarent, Capua und seine Rebellen, wobei die tatsächliche Führung in der Familie Hauteville an den sizilianischen Grafen überging. Als Gegenleistung für seine Hilfe gegen Bohemund und seine Rebellen übergab der Herzog 1085 seinem Onkel seinen Anteil an den Burgen Kalabriens und 1091 seinen Anteil an Palermo.
Rogers Herrschaft in Sizilien war realer als die Roberts Guiskards in Italien. Bei der Verteilung der Lehen 1072 und 1092 wurden keine großen ungeteilten Besitztümer geschaffen, und die normannischen, französischen und italienischen Vasallen, die dem Grafen ihren Besitz verdankten, trübten folglich nicht Rogers Herrschaft durch wichtige feudale Revolten. 

### Kirchenpolitik
Politisch der Oberste, wurde er auch der Herr der insularen Kirche. Er ließ der griechischen Kirche volle Freiheit, schuf neue lateinische Bistümer unter anderem in Syrakus und Agrigent, ernannte die Bischöfe selbst. Das Erzbistum Palermo wurde nach dem Tod des Erzbischofs Nicodemus, den die Normannen bei der Eroberung vorgefunden und wieder in der zwischenzeitlich zur Moschee umgewidmeten Kathedrale inthronisiert hatten, mit einem Lateiner besetzt.
Der Papst, der einen Fürsten, der Sizilien den Muslimen abgenommen hatte, bevorzugte, gewährte ihm und seinen Erben 1098 das Amt des Apostolischen Legaten auf der Insel.

### Toleranzpolitik

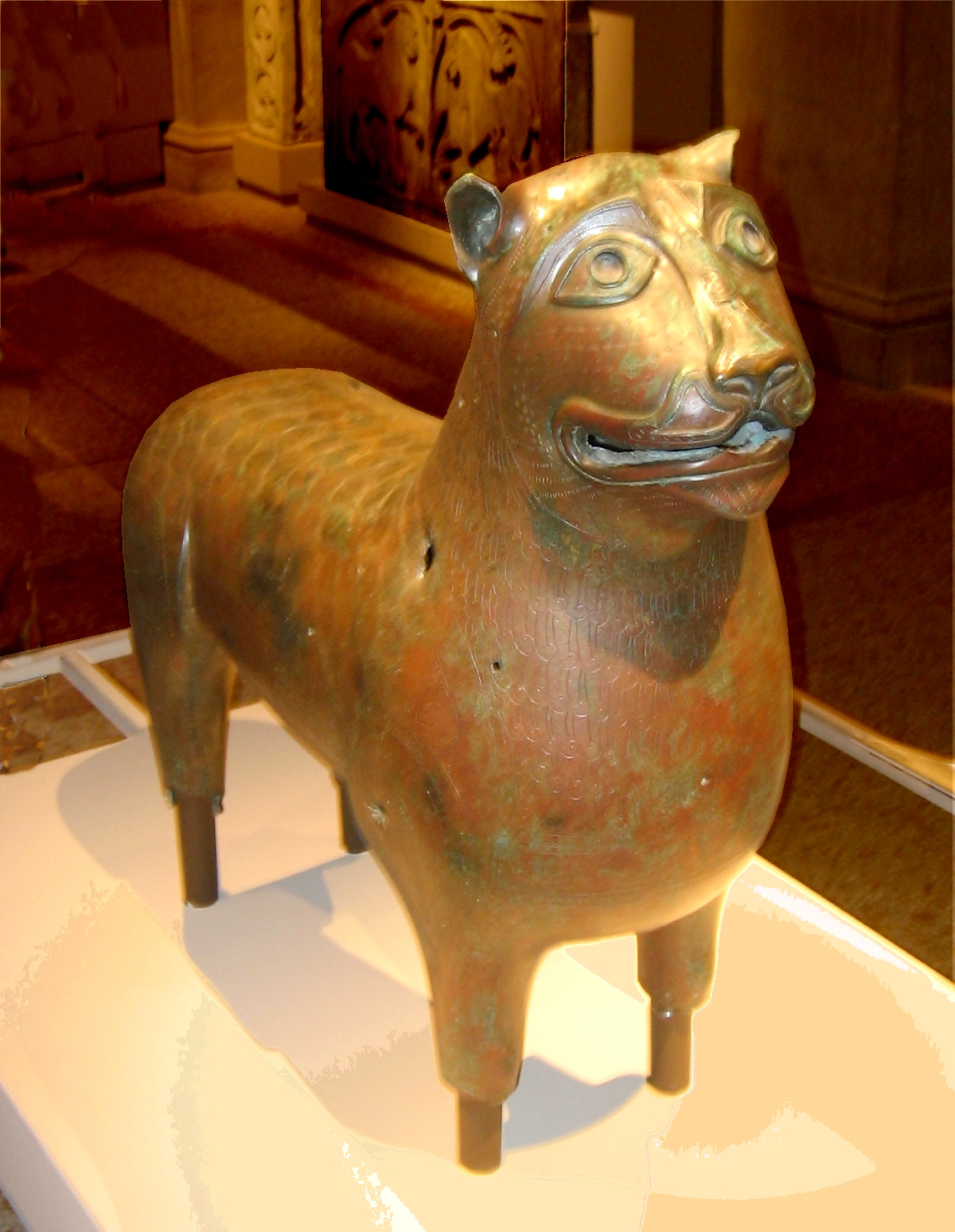
Bronzelöwe, Sizilien um 1100

Roger praktizierte eine allgemeine Tolerierung der Araber und der Griechen und erlaubte jeder Gruppe die Ausweitung ihrer eigenen Zivilisation. In den Städten behielten die Muslime ihre Moscheen, ihre Qadis und ihre Handelsprivilegien – auf dem Land wurden sie Leibeigene.
Aus der Gruppe der Muslime rekrutierte er seine Infanterie, zu denen Anselm von Canterbury bei der Belagerung Capuas 1098 meinte, „die braunen Zelte der Araber seien nicht zählbar“ gewesen. Dennoch begannen bald die lateinischen Elemente zu überwiegen durch die Lombarden und andere Italiener, die während der Eroberung ins Land strömten.
Ein um 1098 in Mileto geprägter Trifollis zeigt uns den Grafen als Ritter auf dem Pferd, mit einem normannischen Schild und geschulterter Fahnenlanze sowie der Umschrift ROGERIUS COMES. Auf der Rückseite ist eine sitzende Gottesmutter mit Kind dargestellt. 
Roger, der „große Graf von Sizilien“, starb am 22. Juni 1101 in Mileto, Kalabrien, und wurde dort in der von ihm gegründeten Kirche Santa Trinità begraben.

## Ehen und Nachkommen
Er heiratete drei Mal. Seine erste Frau war Judith († 1076), Tochter des Grafen Wilhelm von Évreux und der Hawisa von Echauffour. Seine zweite Frau war Eremburge († 1087), Tochter des Grafen Robert von Mortain, und seine dritte Frau war Adelheid († 1118), Tochter des Markgrafen Manfred I. von Savona.
Mit seinen ersten beiden Frauen hatte er eine Reihe von Kindern, darunter:
- Matilde ⚭ Raimund IV. Graf von Toulouse († 1105)
- Felizia von Sizilien († um 1102) ⚭ 1097 Koloman König von Ungarn († 1114)
- Konstanze ⚭ 1095 Konrad III. (1074–1101), römisch-deutscher König, Herzog von Niederlothringen, Sohn des Kaisers Heinrich IV.

Von seiner dritten Frau hatte er zwei Söhne, Simon und Roger II., die beide seine Nachfolger wurden, da die Söhne aus den beiden ersten Ehen schon vor ihrem Vater gestorben waren.